# Visva-Bharati University
Visva-Bharati University ist eine staatliche Universität in Shantiniketan (Distrikt Birbhum, Westbengalen, Indien).

## Geschichte

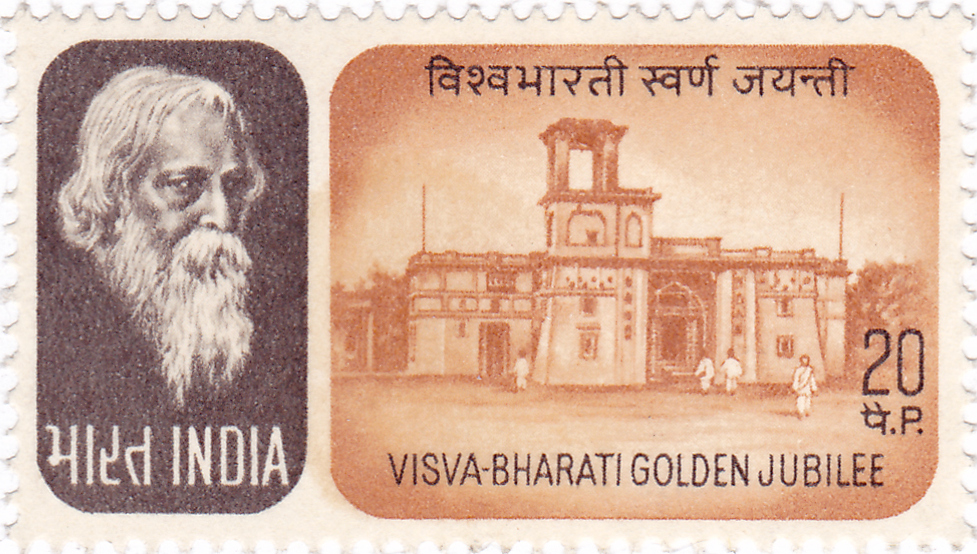
Postwertzeichen mit dem Porträt von Rabindranath Tagore und dem Hauptgebäude der Visva-Bharati University (Indische Post, 1971)

1863 eröffnete Debendranath Tagore ein Aschram im Ortszentrum, das chatim tala oder Brahmacharya Ashram (später Brahmacharya Vidyalaya) genannt wurde. 1901 wurde durch seinen jüngsten Sohn Rabindranath Tagore eine Schule angeschlossen.
1951 wurde die Einrichtung als Universität anerkannt, zeitgleich erfolgte die Umbenennung in die heutige Bezeichnung. 1901 wurde die Bibliothek eröffnet, die noch heute besteht. 1927 wurde ein kleines Lehrkrankenhaus erbaut, das noch heute besteht (35 Betten).

## Repräsentation und Leitung
Paridarsaka (Visitor) ist Shri Ram Nath Kovind.
Acharya (Chancellor) ist Narendra Modi (zugleich Premierminister Indiens).
Pradhana (Rektor) ist Jagdeep Dhankhar (zugleich Gouverneur der Westbengalen).
Upacharya (Vice-Chancellor) ist Bidyut Chakrabarty. Vorgänger des letztgenannten waren:
- Rathindranath Tagore, 1951–1953
- Kshitimohan Sen, 1953–1954 (kommissarisch)
- Prabodh Chandra Bagchi, 1954–1956
- Indira Devi Chaudhurani, 1956–1956 (kommissarisch)
- Satyendranath Bose, 1956–1958
- Kshitishchandra Chaudhuri, 1958–1959 (kommissarisch)
- Sudhi Ranjan Das, 1959–1965
- Kalidas Bhattacharya, 1966–1970
- Pratul Chandra Gupta, 1970–1975
- Surajit Chandra Sinha, 1975–1980
- Amlan Dutta, 1980–1984
- Nemai Sadhan Bosu, 1984–1989
- Ajit Kumar Chakrabarty, 1989–1990 (Wahrnehmung der Aufgaben)
- Ashin Dasgupta, 1990–1991
- Sisir Mukhopadhyaya, 1991–1991 (Wahrnehmung der Aufgaben)
- Sabyasachi Bhattacharya, 1991–1995
- Sisir Mukhopadhyay, 1995–1995 (Wahrnehmung der Aufgaben)
- R.R.Rao, 1995–1995 (Wahrnehmung der Aufgaben)
- Dilip K.Sinha, 1995–2001
- Sujit Basu, 2001–2006
- Rajat Kanta Ray, 2006–2011
- Sushanta Kumar Dattagupta, 2011–2015[7]

## Studienangebot
Das Studienangebot umfasst jedes größere Studienfach, von Humanmedizin, Naturwissenschaften über Linguistik, Mathematik, Naturwissenschaften, Journalistik bis Informationstechnologie. Ebenso vielseitig ist die Möglichkeit an Abschlüssen: vom einjährigen Bachelor of Education über Masterstudiengänge bis zum Promotionsstudium.

## Institute und Zentren

### Institute
- Bhasa Bhavana
- Vidya Bhavana
- Siksha Bhavana
- Sangit Bhavana
- Kala Bhavana
- Vinaya Bhavana
- Rabindra Bhavana
- Palli Samgathana Vibhaga
- Palli-Siksha Bhavana
- Patha Bhavana
- Siksha Satra
- Granthana Vibhaga[9]

### Zentren
- Centre For Endangered Languages (CFEL)
- Centre For Comparative Literature
- Centre for Modern European Languages, Literatures and Culture Studies (C.M.E.L.L.C.S.)
- A.K.Dasgupta Centre for Planning & Development
- Nippon Bhavana
- Indira Gandhi Centre
- Computer Centre
- Department of Rural Extension Centre (R. E. C.)
- Centre for Mathematics Education (C. M. E.), eröffnet 1999
- Siksha-Charcha
- Agro-Economic Research Centre w(A. E. R. C.), eröffnet 1954
- Department of Environmental Studies (C. E. S.), eröffnet 1999
- Centre for Journalism and Mass Communication (C. J. M. C.), eröffnet 2000
- Rathindra Krishi Vijnan Kendra (R. K. V. K.), praktische Feldbewirtschaftung und Fischzucht
- R. C. P.
- Centre for Women’s Studies[10]

## Sonstiges

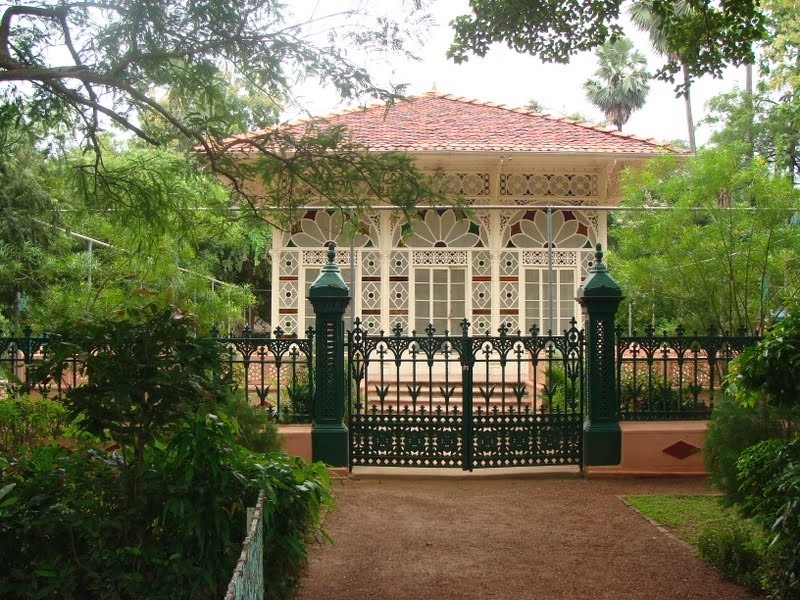
Gebetspavillon (Santiniketan Prayer hall)

Die Universität ist von folgenden Organisationen akkreditiert: UGC, NAAC, AIU, ACU.